# Seabees
Seabees (с англ. — «Морские пчелы»); United States Naval Construction Battalions (с англ. — «Строительные батальоны ВМС США») образуют Военно-морские строительные силы США (NCF). Прозвище Seabee — это гетерограф начальных букв «CB» от слов «Construction Battalion» (с англ. — «Строительный батальон»). В зависимости от контекста, «Seabees» может относиться ко всему рядовому составу профессиональной области 7 (OF-7) ВМС США, всему персоналу военно-морских строительных сил (NCF) или строительного батальона. Seabee служат как в NCF, так и за их пределами. Во время Второй мировой войны они служили как и в военно-морских подразделениях по уничтожению боевых единиц, так и в группах по уничтожению подводных объектов (UDT). Люди из NCF считали эти подразделения «Seabee». Кроме того, «Seabees» служили в составе отрядов «Кьюбс», «Лайонс», «Желудь» и Корпуса морской пехоты США. Они также обеспечивали кадрами сверхсекретную танковую группу CWS Flame. Сегодня «Seabees» выполняют множество специальных заданий, начиная с Кэмп-Дэвида и подразделения военно-морской поддержки при Государственном департаменте. Seabees служат при обоих командующих надводными силами ВМС Атлантического и Тихоокеанского флотов, а также на многих базах общественных работ и в командах водолазных работ ВМС США.
Военно-морские строительные батальоны были задуманы как замена гражданским строительным компаниям в зонах боевых действий после нападения на Перл-Харбор. В то время гражданские подрядчики насчитывали около 70 000 человек, работавших по контрактам U.S.N. за рубежом. Согласно международному праву, сопротивление гражданских лиц при нападении является незаконным. В этом случае они будут классифицированы как партизаны и могут быть казнены без суда и следствия. Формирование отряда Seabees после битвы за остров Уэйк послужило основой для создания фильма о Второй мировой войне The Fighting Seabees. Они также занимают видное место в музыкальной драме военных лет (и последующем фильме) «Юг Тихого океана». 
Концептуальная модель Строительных батальонов адмирала Морелла представляла собой военный эквивалент этих гражданских компаний, обученный КМП США: способный работать в любом месте, при любых условиях и обстоятельствах. У них богатое наследие творческой изобретательности в полевых условиях, которое простирается от Нормандии и Окинавы до Ирака и Афганистана. Адмирал Эрнест Кинг написал «Seabees» в день их второй годовщины: «Ваша изобретательность и стойкость стали легендой военно-морской службы». Они были уникальны при создании и остаются неизменными по сравнению с моделью адмирала Морелла и сегодня. В октябрьском номере журнала Flying за 1944 год «Морские пехотинцы» описываются как «феномен Второй мировой войны».